# Laurepa kropion
Laurepa kropion är en insektsart som beskrevs av Otte, D. och Perez-gelabert 2009. Laurepa kropion ingår i släktet Laurepa och familjen syrsor. Inga underarter finns listade i Catalogue of Life.